# Bordeaux-clairet

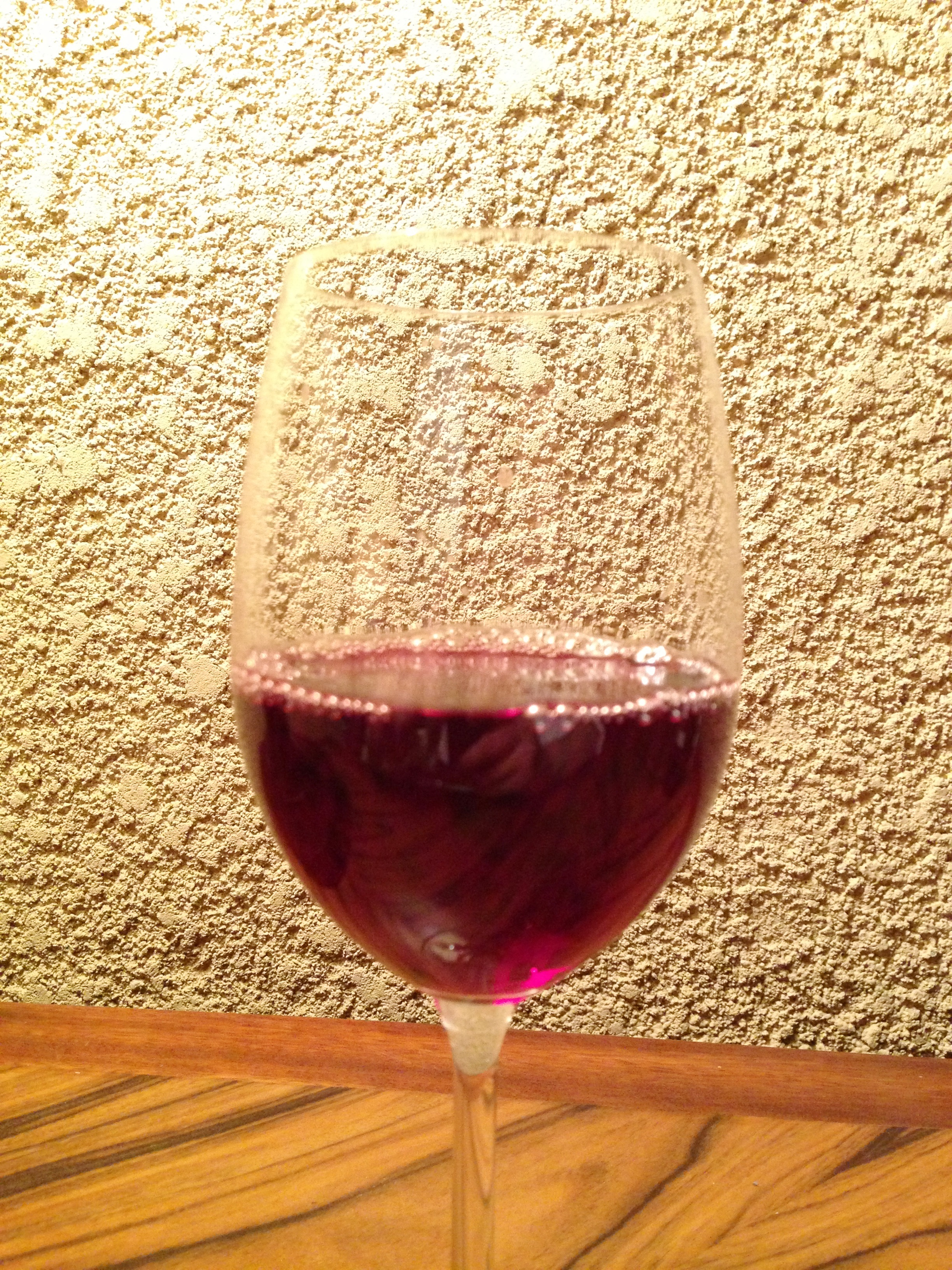
Verre de bordeaux clairet.

Le bordeaux clairet est un vin dont l'aire de production s'étend sur l'ensemble du vignoble de Bordeaux. Il s'agit d'une mention traditionnelle au sein de l'appellation d'origine contrôlée (AOC) bordeaux ; cette mention « clairet » (pour les vins rosés foncés) ou « claret » (pour les vins rouges) est indiquée en complément du nom de l'appellation.
Il s'agit d'une référence au french claret ou vinum clarum, un vin produit autour de Bordeaux à partir de la période médiévale et notamment expédié vers l'Angleterre. Tous les cépages (noirs ou blancs) étant alors mélangés dans la même cuve. Le nom est repris à partir de 1958 à la cave coopérative de Quinsac.
Ce sont des vins d'une couleur rouge légère, entre la couleur d'un bordeaux rouge et celle d'un rosé. Ce sont des vins rafraîchissants, appréciés en été, pour un pique-nique ou avec des cuisines exotiques. Cette dénomination est régie par les normes qualitatives de l'INAO.

## Production et superficie
Production annuelle : 40 710 hectolitres en 2009.
Surface : 700 hectares.
Rendement maximal autorisé : 62 hectolitres par hectare (72 hℓ/ha pour le rendement butoir), comme pour tous les vins rosés de Bordeaux.
La commune de Quinsac sur la rive droite de la Garonne se qualifie de « capitale du clairet ».

## Cépages
Les cépages autorisés pour faire le clairet sont tous ceux autorisés pour faire les vins rouge et rosé d'appellation bordeaux :
- cabernet sauvignon N[6] ;
- cabernet franc N ;
- merlot N (dans la pratique, c'est le plus utilisé) ;
- malbec N (ou côt) ;
- carménère N ;
- petit verdot N.